# Guillermo Daniel Ríos
Guillermo Daniel Ríos (Gualeguaychu, Entre Ríos, 6 de junio de 1963) es un exfutbolista argentino. Jugaba de defensor y jugó toda su carrera en Independiente.

## Trayectoria
Producto de la cantera del club La Vencedora de Gualeguaychu, jugó por primera vez con el equipo superior en la Liga Departamental de Fútbol de Gualeguaychú cuando tenía 12 años. Fue reclutado en 1980 por Independiente.
Jugó profesionalmente para Independiente entre 1984 y 1998, ganando dos títulos del campeonato local y cinco títulos internacionales, incluyendo la Copa Intercontinental 1984.

### Selección nacional
Integró el combinado argentino que ganó la medalla de oro en los Juegos Suramericanos de 1986 y fue subcampeón del Torneo Preolímpico Sudamericano de 1988.

### Clubes
| Club          | País      | Temporadas | Partidos | Goles |
| ------------- | --------- | ---------- | -------- | ----- |
| Independiente | Argentina | 1984-1998  | 375      | 3     |

## Palmarés

### Campeonatos nacionales
| N.º | Título           | Club          | País      | Año     |
| --- | ---------------- | ------------- | --------- | ------- |
| 1   | Primera División | Independiente | Argentina | 1988-89 |
| 2   | Primera División | Independiente | Argentina | C-1994  |

### Campeonatos internacionales
| N.º | Título                 | Club          | Sede           | Año  |
| --- | ---------------------- | ------------- | -------------- | ---- |
| 1   | Copa Libertadores      | Independiente | Avellaneda     | 1984 |
| 2   | Copa Intercontinental  | Independiente | Tokio          | 1984 |
| 3   | Supercopa Sudamericana | Independiente | Buenos Aires   | 1994 |
| 4   | Recopa Sudamericana    | Independiente | Tokio          | 1995 |
| 5   | Supercopa Sudamericana | Independiente | Río de Janeiro | 1995 |